# Kecamatan Singkil Utara
Kecamatan Singkil Utara (indonesiska: Singkil Utara) är ett distrikt i Indonesien.   Det ligger i provinsen Aceh, i den västra delen av landet, 1 400 km nordväst om huvudstaden Jakarta.